# Ceratina titusi
Ceratina titusi är en biart som beskrevs av Cockerell 1903. Ceratina titusi ingår i släktet märgbin, och familjen långtungebin. Inga underarter finns listade i Catalogue of Life.